# Émile Ess
Émile Ess (ur. 9 stycznia 1932 w Ruswil, zm. w grudniu 1990) – szwajcarski wioślarz, srebrny medalista olimpijski.
Wystąpił na igrzyskach olimpijskich w Helsinkach w 1952 roku, gdzie Szwajcarzy w składzie: Rico Bianchi, Karl Weidmann, Heini Scheller, Émile Ess i Walter Leiser (sternik) zdobyli srebrny medal w czwórkach ze sternikiem. W finale o 3,1 sekundy przegrali z osadą Czechosłowacji, a o 0,5 sekundy wyprzedzili osadę USA. Na rozgrywanych osiem lat później igrzyskach olimpijskich w Rzymie startował w ósemkach, jednak Szwajcaria odpadła w pierwszej rundzie.
W czwórce ze sternikiem zdobył również srebro na mistrzostwach Europy w Mâcon (1951) i brąz na mistrzostwach Europy w Kopenhadze (1953). Ponadto na mistrzostwach Europy w Mâcon (1959) zwyciężył, a na mistrzostwach Europy w Amsterdamie (1954) był trzeci w czwórce bez sternika.